# نادي سلاغور
رابطة سلاغور لكرة القدم (بالملايوية: Persatuan Bolasepak Selangor)، ويشار إليه FAS أو مجرد سلاغور، هو فريق كرة قدم شبه محترف ينافس في مسابقات كرة القدم الماليزية ويمثل ولاية سلاغور دار الإحسان. تأسس الفريق في 22 فبراير من سنة 1936.

## روابط خارجية
- الموقع الرسمي